# Salzburger Verkehrsverbund

Historisches Logo Salzburger Verkehrsverbund

Der Salzburger Verkehrsverbund (SVV) gewährleistet den öffentlichen Personen-Nahverkehr (ÖPNV) im Bundesland Salzburg sowie in den Einzugsgebieten der Stadt Salzburg im benachbarten Oberösterreich und Bayern. Der SVV besitzt ein Zonen-Tarifsystem, in welches alle Verkehrsträger der Region eingebunden sind.
Durch die Einführung der myRegio Tickets 2020 wurde es möglich, alle öffentlichen Verkehrsmittel in einer oder mehreren Region(en) zu nutzen. Mit der Tarifreform 2022 wurde das KlimaTicket Salzburg (KlimaTicket Salzburg CLASSIC, CLASSIC PLUS, SENIOR | EDELWEISS, SPEZIAL, U26 & SEMESTER) eingeführt, das Angebot deutlich erweitert und alle Zeitkarten wurden zu Bundesland-Netzkarten.
Der Salzburger Verkehrsverbund ist Mitglied bei Mobilitätsverbünde Österreich, dem Zusammenschluss der sieben regionalen österreichischen Verkehrsverbünde, die gemeinsam für die Umsetzung und laufende Optimierung des öffentlichen Verkehrsnetzes sowie Mobilitätslösungen in ganz Österreich sorgen.

## Geschichte
Im Salzburger Landesverkehrskonzept 1991 wurde erstmals die Errichtung eines Verkehrsverbundes als Ziel formuliert. Dieses Ziel wurde am 27. April 1995 umgesetzt,
als die Salzburger Verkehrsverbund Gesellschaft m.b.H. (SVG) mit einem Stammkapital von drei Millionen Schilling errichtet wurde. Am 28. Mai 1995 trat der zwischen der Republik Österreich und dem Land Salzburg abgeschlossene Grund- und Finanzierungsvertrag in Kraft. Dieser Vertrag legte den räumlichen Geltungsbereich und die Grundzüge des Tarifsystems fest. Am 1. Jänner 1999 übernahm an die SVG die Betreuung der Fahrscheinautomaten im Verbundgebiet.
Im Jahr 2003 traten bei der SVG vertragsmäßige Änderungen gegenüber den beteiligten Verkehrsunternehmen ein. Am 1. Juli endete die Alteinnahmengarantie im SVV und es wurde auf das Verkehrsdienst-Bestellerprinzip übergegangen.
Am 30. November lief der bisherige Grund- und Finanzierungsvertrag aus und wurde durch einen neuen ersetzt.
Im Dezember 2003 erfolgte eine völlige Neustrukturierung des Liniennetzes der Stadt Salzburg. Linienführungen wurden optimiert, Takte verbessert, der „NachtStern“ wurde eingeführt und das Nummernsystem wurde im ganzen Verbundbereich vereinheitlicht.
Ein Meilenstein in der Geschichte des SVV war die Eingliederung der deutschen Strecken Freilassing–Bad Reichenhall und Bad Reichenhall–Berchtesgaden in den Verbundtarif im Juni 2006.
Am 12. Juni 2015 erhielt der Verkehrsverbund ein neues Auftreten und nennt sich seither Salzburg Verkehr. Dieser führte im September 2016 als erster Verkehrsverbund Österreichs den Ticketkauf über eine Mobile App ein.
Geschäftsführende Personen
- bis 2007: Antje Theißen
- 2007–2013: Richard Kobler
- 2014–2022: Allegra Frommer
- seit 2022: Johannes Gfrerer

## Tarifliches
Im September 2004 wurden die bisherigen Schülerfreifahrtsausweise durch die „s'COOL-CARD“ abgelöst.
Im August 2013 wurden Bundesland-Netzkarten für Schüler und Lehrlinge eingeführt. Diese Karten, genannt „SUPER s'COOL-CARD“, ermöglichten es Schülern und Lehrlingen, das gesamte Bundesland Salzburg mit öffentlichen Verkehrsmitteln zu bereisen.
Im Juli 2014 wurde das „Salzburg City Ticket“ eingeführt, welches 366 Euro für die Kernzone Salzburg kostete. Nach Preiserhöhungen wurde es zum 1. Juli 2017 auf 365 € vergünstigt.
Im Herbst 2015 wurde die „StudentCARD“ eingeführt, eine günstige Semesterkarte für Studenten. Im Dezember 2017 folgte die Einführung der Seniorennetzkarte für das Bundesland Salzburg zum Preis von 299 Euro.
myCard und KlimaTicket Salzburg
Zum 1. Jänner 2020 wurden die myRegio Wochen-, Monats- und Jahreskarten eingeführt, wodurch die Zeitkarten um bis zu 70 Prozent billiger wurden. Mehrere Zonen wurden dabei zu einer Region zusammengefasst, das Zonensystem wurde nur noch für Einzelfahrten- und Tageskarten herangezogen. Das Bundesland wurde in sechs Regionen gegliedert: die fünf Bezirke sowie die Stadt Salzburg. In diesen Regionen fungiert das Ticket als Netzkarte. Die myRegio Zeitkarten wurden für eine, zwei aneinandergrenzende oder alle Regionen verfügbar gemacht, wobei die Preise degressiv gestaffelt festgelegt wurden. Preise der Jahreskarten: eine Region 365 Euro, zwei Regionen 495 Euro, alle Regionen 595 Euro.
Im Februar 2020 wurde das Produkt „myRegio student“ eingeführt, welches die „StudentCARD“ ablöste. Die Gültigkeit erstreckte sich nun auf 6 Monate statt 5 Monate und die Erweiterung auf die Bundesland-Netzfunktion war möglich. Der Preis betrug einheitlich 150 Euro (für diesen Preis gab es zuvor lediglich die Kernzone Stadt Salzburg).
Zum 1. Januar 2022 ersetzte das Klimaticket Salzburg die „myRegio Jahreskarte Bundesland Salzburg“ bzw. „myRegio Edelweiß-Ticket“ (Seniorennetzkarte) zum Preis von 365 Euro/Jahr (KlimaTicket Salzburg Classic, statt zuvor myRegio Bundesland 595 Euro/Jahr) bzw. 274 Euro/Jahr (Klimaticket Salzburg Edelweiß).
Die myRegio Wochen- und Monatskarten blieben bestehen.
Kurz vor Beginn des Sommersemesters wurde das Klimaticket Salzburg Student um 137 Euro (gültig für ein halbes Jahr) eingeführt.
Mit 1. Jänner 2025 erfolgte eine gesetzlich vorgeschriebene Preisanpassung für das KlimaTicket Salzburg. Der Preis für das Jahresticket stieg von 365 Euro auf 393 Euro (+7,7 %). Die übertragbare PLUS-Variante kostet nun 493 Euro statt 465 Euro. Vergünstigte Varianten wie SENIOR | EDELWEISS, U26 und SPEZIAL werden auf 295 Euro (bisher 274 Euro) angehoben. Das Semesterticket für Studenten erhöht sich von 150 Euro auf 160 Euro.

## Verbundgebiet und Fahrgastzahlen

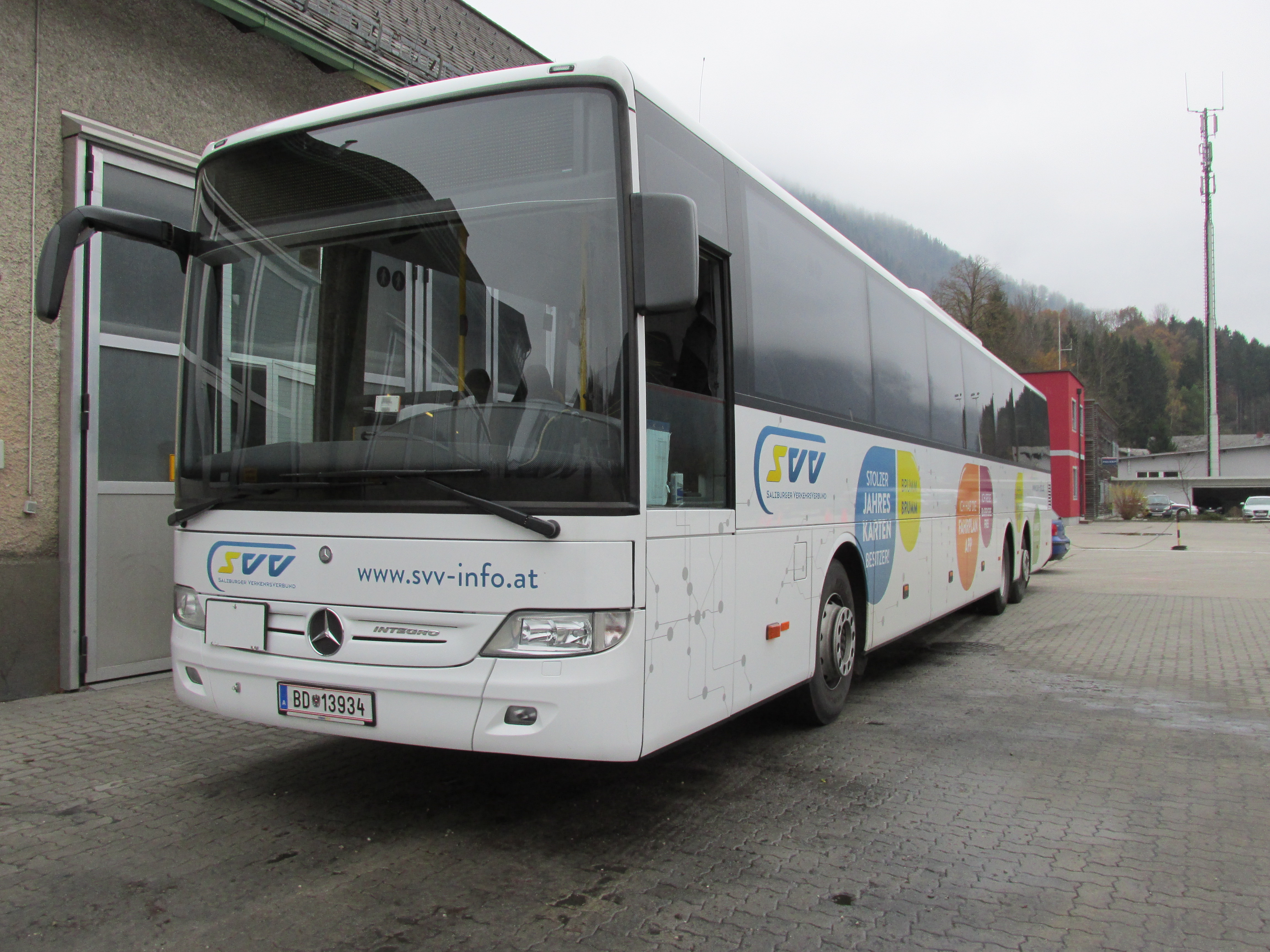
SVV-Werbebusse.

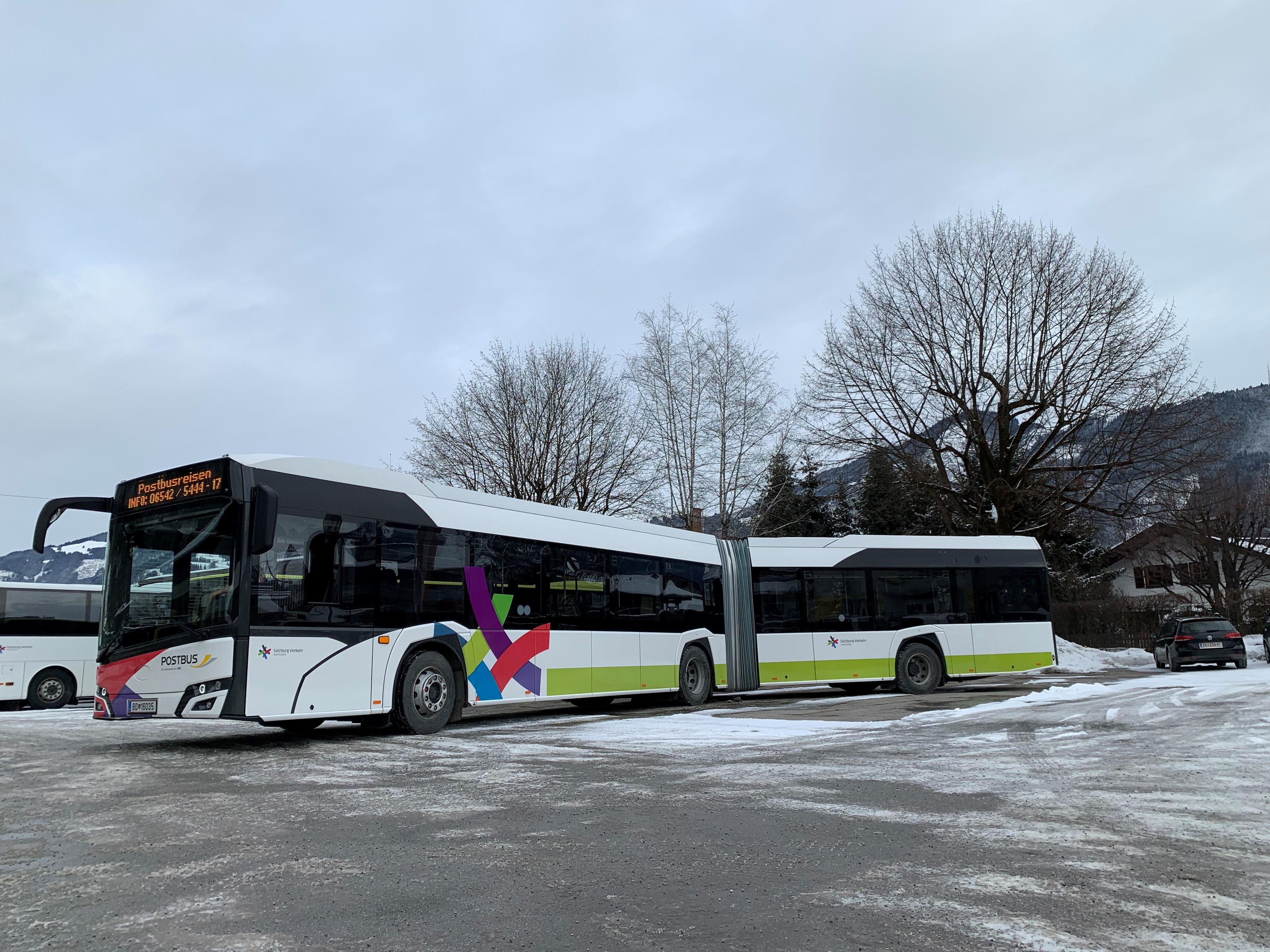
Gelenkbusse

Der Verbundraum des Salzburger Verkehrsverbunds umfasst das gesamte Bundesland Salzburg (incl. Stadt Salzburg), den Buskorridorverkehr Salzburg–Zell am See via Bad Reichenhall (über das sog. Kleine deutsche Eck) sowie die Zone Freilassing in Bayern, welche in die Region Salzburg Stadt einbezogen ist. Zudem wird er durch kurze Stichlinien in angrenzende Bundesländer erweitert, z. B. nach Ostermiething und Hochfilzen.
Vom Verbundraum ist das Tarifgebiet des SVV zu unterscheiden.
Letzteres überlappt in angrenzende Zonen der benachbarten österreichischen Verkehrsverbünde sowie des Landkreises Berchtesgadener Land.
In Oberösterreich erstreckt es sich im Innviertel bis Braunau, im Hausruckviertel bis Attnang-Puchheim und im Salzkammergut auf Stichlinien bis Mondsee und Bad Ischl.
Falls die Einstiegsstelle im SVV-Verbundraum und die Ausstiegstelle außerhalb es Verbundraums, aber noch im SVV-Tarifgebiet liegt (oder umgekehrt), kommt bei Einzelfahrkarten und Tageskarten der Zonentarif des SVV zur Anwendung; bei myCard Zeitkarten und KlimaTickets ist pro Zone außerhalb des Verbundraums ein fixer, nicht-degressiver Betrag zu bezahlen.
Die Verkehrsunternehmen im Salzburger Verkehrsverbund bedienen weit über eine halbe Million Menschen. Im Jahr 2022 wurden rund 52 Millionen Personen befördert.

## Beteiligte Unternehmen
Verkehrsunternehmen, die im Salzburger Verkehrsverbund fahren, sind derzeit:
- Albus Salzburg Verkehrsbetrieb GmbH (Salzburg)
- Bayerische Oberlandbahn GmbH (Holzkirchen)
- Fischwenger Reisen GesmbH (Straßwalchen)
- Gasteiner Verkehrsbetriebe H. Lackner GmbH (Bad Gastein)
- Hogger GmbH. (Freilassing)
- Hogger mobil GmbH (Salzburg)
- Krautgartner-Bus salzburg gmbh (Salzburg)
- WESTbahn
- NEU Touristik GmbH (Mitterberghütten)
- ÖBB-Personenverkehr AG (Regionalmanagement Salzburg)
- Österreichische Postbus AG (Regionalmanagement Nord; Regionalmanagement West)
- Regionalverkehr Oberbayern GmbH (RVO) (Bischofswiesen)
- Salzburg AG (Obus, Salzburger Lokalbahn: Salzburg; Pinzgauer Lokalbahn: Zell am See)
- Schwab Reisen GmbH (Grödig)
- Steiermarkbahn und Bus GmbH (Graz)
- DB RegioNetz Verkehrs GmbH (Südostbayernbahn) (Mühldorf)
- Tanzberger Reisen GmbH (Faistenau)
- SAD Nahverkehr AG / Landecker Verkehrsbetriebe Kienzl Reisen GmbH

Stand: Jänner 2023

## Bahn
Alle Eisenbahn-Verbundpartnerunternehmen im Verbundgebiet (im Wesentlichen das Bundesland Salzburg) können mit einem SVV-Ticket benutzt werden, sowie bei das Verbundgebiet überschreitenden Fahrten bis zu Tarifgrenzen in Braunau am Inn, Attnang-Puchheim, Berchtesgaden und Laufen.
Das Angebot umfasst die S-Bahn Linien S1 (Salzburg – Lamprechtshausen), S11 (Bürmoos – Ostermiething), beide gemeinsam bekannt als Salzburger Lokalbahn, S2 (Freilassing – Straßwalchen, weiter als Regionalzug nach Linz, Verbundgrenze in Oberhofen-Zell am Moos), S3 (Bad Reichenhall – Freilassing – Golling-Abtenau – Schwarzach-St. Veit – Saalfelden) und S4 (Freilassing – Berchtesgaden, gänzlich in Bayern, SVV-Tickets nur bei grenzüberschreitenden Fahrten), welche alle Halte entlang der Strecken bedienen.
Ebenso verkehren Regionalzüge mit etwas weniger Halten in regelmäßigen Takten auf den Linien R21 von Salzburg Hauptbahnhof nach Friedburg, zu Hauptverkehrszeiten die Linie R3 Salzburg – Golling-Abtenau – Schwarzach-St. Veit – Saalfelden sowie seit Fahrplanwechsel 2022 die Linie R9 von Bischofshofen über Altenmarkt und Radstadt nach Schladming.
Schnellere Verbindungen für die Hauptorte bieten die Regionalexpresslinien REX21 Freilassing (aufgrund Baustelle im Fahrplan 2023 nur ab Salzburg Taxham-Europark) – Seekirchen – Neumarkt am Wallersee – Braunau am Inn (Verbundtickets bis Friedburg) und REX3 Salzburg Hbf – Zell am See -Saalfelden – Wörgl (Verbundtickets bis Hochfilzen).
Die schmalspurige Pinzgauer Lokalbahn Zell am See – Krimml liegt zur Gänze im Verbundgebiet.
Mit Verbundtickets können auch Fernverkehrszüge der ÖBB (Railjet, Intercity, Eurocity) benützt werden. Aufgrund seiner Lage in der Mitte Österreichs gibt es mehrere Fernverkehrsverbindungen, welche sich im Hauptbahnhof Salzburg treffen. Die Hauptachse Österreichs in West-Ost-Richtung Wien – Linz – Salzburg – Innsbruck – Feldkirch – Zürich/Bregenz, sowie davon in Salzburg abzweigend nach München und zu weiteren Zielen in Deutschland, wird häufig mit unterschiedlichen Haltemustern von den ÖBB und dem privaten Anbieter Westbahn bedient. In Nord-Süd-Richtung verkehren ab Salzburg (teils von Wien, München oder weiter entfernten Zielen in Deutschland) alle 2 h Fernzüge Richtung Klagenfurt über St. Johann im Pongau und Bad Gastein sowie nach Graz über Bischofshofen und Radstadt. Nur einzelne Fernzüge verkehren im Pinzgau auf der Strecke von Schwarzach-St. Veit über Zell am See und Saalfelden weiter nach Wörgl und Innsbruck in Tirol, zweimal täglich aus Graz kommend.
Seit 2023 ist die Westbahn Verbundpartner und bedient mit einzelnen Zügen im Morgen- und Abendpendlerverkehr die Halte in Seekirchen, Neumarkt und Straßwalchen. Seit August 2023 werden von der Westbahn die Haltstellen Seekirchen, Neumarkt und Straßwalchen eingestellt und können nicht durch andere Züge ersetzt werden.

## S-Bahn
- 5 S-Bahnlinien (S1, S11 betrieben von der Salzburg AG; S2, S3 betrieben von der ÖBB; S4 betrieben von der BRB)
- 133 km Streckennetz
- 85 S-Bahnhöfe
- 39 S-Bahn-Triebwagen
- ca. 33.000 Passagiere pro Werktag

## Oberleitungsbusse
- 12 Linien
- mehr als 123 Oberleitungsbusse[14], davon 29 eObusse mit Dynamic Charge System
- 128 Kilometer Netzlänge
- ca. 5,5 Millionen zurückgelegte Kilometer pro Jahr
- 43 Millionen Fahrgäste pro Jahr[15]

## Bus
- 135 Bus-Linien
- ca. 450 Busse
- 15,5 Mio. km Bus-Netz
- ca. 16 km eigene Bus-Spuren